# Плонер, Джузеппе
Джузеппе Плонер (итал. Giuseppe Ploner; род. 30 января 1959, Санта-Кристина-Вальгардена, Трентино-Альто-Адидже) — итальянский лыжник, призёр чемпионата мира.

## Карьера
В Кубке мира Плонер дебютировал в 1982 году, тогда же впервые попал в тридцатку лучших на этапе Кубка мира. Всего имеет на своём счету 7 попаданий в тридцатку лучших на этапах Кубка мира. Лучшим достижением Плонера в общем итоговом зачёте Кубка мира является 29-е место в сезоне 1981/82.
За свою карьеру принимал участие в двух чемпионатах мира, на чемпионате мира 1985 года завоевал серебряную медаль в эстафетной гонке, в личных гонках не поднимался выше 8-го места.